# Olej migdałowy

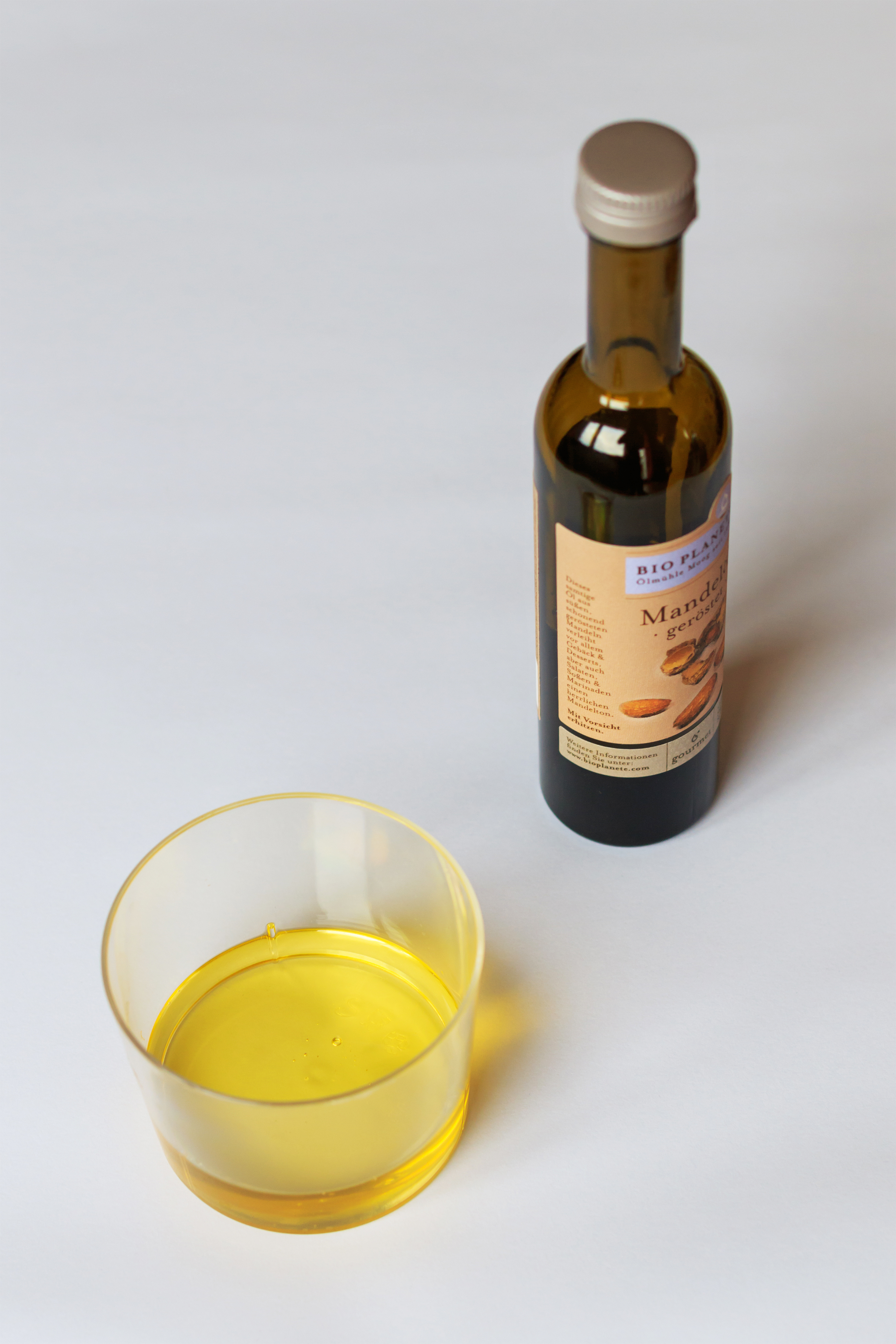

Olej migdałowy (Oleum Amygdalae dulcium, Oleum amygdalarum (amararum) aethereum, Amigdalina oleum) – olej roślinny, który otrzymuje się dzięki wyciskaniu na zimno nasion drzewa migdałowego (migdałowiec pospolity, Amygdalus communis), popularnie zwanych migdałami, zawierających średnio od 40 do 55% tłuszczu.
Olej tłoczy się z dwóch odmian: słodkiej (var. dulcis) i gorzkiej (var. amara) w temperaturze poniżej 30 °C. Nasiona odmiany gorzkiej zawierają około 8% toksycznego glikozydu cyjanogennego – amigdaliny i są w smaku gorzkie, natomiast nasiona odmiany słodkiej zawierają co najwyżej ślady amigdaliny. Wytłoczony olej poddaje się w razie konieczności rektyfikacji w celu usunięcia trujących związków. Olej ma postać syropowatej jasnożółtej cieczy o łagodnym, słodkawym smaku i zapachu. Bardzo słabo rozpuszcza się w wodzie i w alkoholach, za to dobrze rozpuszcza się w eterze i chloroformie.
| Pochodzenie:                  | południowa Europa (Francja, Hiszpania), Kalifornia |
| Skład:                        | zawiera 65–68% kwasu oleinowego, 24–26% kwasu linolowego, 6–8% kwasu palmitynowego, 1–2% kwasu stearynowego oraz witaminy i składniki mineralne |
| Kategoria:                    | olej nieschnący |
| Ważność:                      | po otworzeniu ok. 4–6 miesięcy |
| Wytrzymałość na temperatury:  | nie ogrzewać powyżej 70 °C, temperatura zamrożenia około -18 °C |
| Gęstość względna:             | 0,913–0,918 |
| Wskaźnik odbicia:             | 1,470–1,473 |
| Wskaźnik jodu:                | 94–103 |
| Wskaźnik mydlenia:            | 190–195 |
| Udział % w gotowym produkcie: | bez ograniczeń |
| Zastosowanie                  | - W przemyśle kosmetycznym używany do produkcji perfum, mydeł i kremów, oraz w farmaceutyce. Nadaje się do każdego rodzaju skóry, rozprowadzony nie daje efektu ciężkości, jest dobrze wchłaniany. Polecany szczególnie do pielęgnacji skóry dziecka (jest bardzo łagodny, nie drażni, uspokaja), - W przemyśle farmaceutycznym. Farmakopea Polska V przewiduje olej migdałowy odmiany słodkiej jako rozpuszczalnik niektórych lipofilnych substancji leczniczych, stosowanych w iniekcjach, - W przemyśle spożywczym stosowany jako dodatek do żywności, m.in. do aromatyzowania ciast i produkcji marcepanów, - Używany także do smarowania precyzyjnych urządzeń. |